# 209P/LINEAR
209P/LINEAR ist ein Komet, der am 3. Februar 2004 vom automatischen Suchprogramm LINEAR entdeckt wurde.

## Geschichte
Auf den ersten Aufnahmen zeigte 209P/LINEAR keine Koma, weshalb das Objekt anfangs als Asteroid eingestuft wurde. Erst auf Ausnahmen des australischen Astronomen Robert McNaught konnte am 30. März 2004 ein Schweif nachgewiesen werden. Bei seiner ersten Perihelpassage im April 2004 hatte der Komet eine Helligkeit von etwa 16,5 mag. Als 209P/LINEAR knapp 5 Jahre später erneut den sonnennächsten Punkt durchlief, erreichte er eine Helligkeit von 14 mag.
Am 29. Mai 2014 passierte 209P/LINEAR die Erde in einem Abstand von 0,055 AE, die zu diesem Zeitpunkt neuntnächste, beobachtete Begegnung mit einem Kometen. Trotz des engen Vorbeiflugs erreichte der Komet lediglich eine Helligkeit von 12,2 mag. Mit Hilfe des Radioteleskops vom Arecibo-Observatorium konnte der Kern des Kometen beobachtet werden. Der länglich geformte Kern ist 2,4 Kilometer × 3 Kilometer groß. Carl W. Hergenrother ermittelte mit dem Vatican Advanced Technology Telescope eine Rotationsperiode von etwa 11 Stunden.
Als sich 209P/LINEAR im Jahre 2019 wieder der Sonne näherte, erreichte er eine Helligkeit von 17 mag.

## Mai-Camelopardaliden
209P/LINEAR ist der Mutterkomet des Meteorstroms Mai-Camelopardaliden, die ihren Radianten im Sternbild Giraffe haben. Bei der engen Passage im Jahre 2014 wurde für die Nacht vom 23. auf den 24. Mai 2014 eine Rate von über 200 Meteoren pro Stunde vorhergesagt, jedoch wurden letztendlich eine Zenithal Hourly Rate von etwa 15 Meteore pro Stunde beobachtet.